# Châtillon (Vienne)
Châtillon korábbi község Franciaország Új-Aquitania régiójában, Vienne megyében. 2019. január 1-jén négy másik korábbi községgel egyesült és az így létrejött Valence-en-Poitou új község része lett.
Lakosainak száma 230 fő (2018. január 1.). Châtillon Rom, Ceaux-en-Couhé, Couhé és Payré községekkel határos.

## Népesség
A település népességének változása:
| Lakosok száma | 244  | 240  | 232  | 230  |
|               | 2013 | 2015 | 2017 | 2018 |